# Entrichella fusca
Entrichella fusca is een vlinder uit de familie wespvlinders (Sesiidae), onderfamilie Tinthiinae.
Entrichella fusca is voor het eerst wetenschappelijk beschreven door Xu & Liu in 1992. De soort komt voor in het Oriëntaals gebied.